# Zungares
Os zungares ou zúngaros (das palavras mongóis züün gar, que significa "mão esquerda") são as muitas tribos mongóis Oirates que formaram e mantiveram o Canato Zungar nos séculos XVII e XVIII. Historicamente, eles foram uma das principais tribos da confederação Quatro Oirates. Eles também eram conhecidos como Eleuths ou Ööled, do eufemismo da Dinastia Qing para a odiada palavra "zungar", e como "Kalmyks". Em 2010, 15.520 pessoas alegaram ascendência "Ööled" na Mongólia. Um número desconhecido também vive na China, Rússia e Cazaquistão.

## Origem
Os zungares eram uma confederação de várias tribos Oirates que surgiram no início do século XVII para lutar contra o Altã Cã dos Calcas (não confundir com o mais conhecido Altã Cã dos tumedes), Tümen Zasagt Khan, e mais tarde os Manchus por domínio e controle sobre o povo e territórios mongóis. Esta confederação subiu ao poder no que ficou conhecido como Bacia do Zungar na Zungária, entre as Montanhas Altai e o Vale do Ili. Inicialmente, a confederação consistia nos Oöled, Oirate de Dorbete (também escrito Derbete) e nos Khoid. Mais tarde, elementos de Khoshut e Torghut foram incorporados à força ao exército zungar, completando assim a reunificação das tribos da Mongólia Ocidental.
De acordo com a história oral, as tribos Oöled e Dörbet são as tribos sucessoras dos Naimanos, um grupo de mongóis que percorriam as estepes da Ásia Central durante a era de Genghis Khan. Os Oöled compartilhavam o nome do clã Choros com os Dörbet. Zuun gar “mão esquerda” e Baruun gar “mão direita” formaram a organização militar e administrativa do Oirat. O povo zungar Olot e os Choros tornaram-se os clãs dominantes no século XVII.

## História

Escrita Todo bitchig em rochas perto de Almati

Em 1697, dois parentes de Galdan Boshugtu Khan, Danjila e Rabdan, renderam-se ao imperador Qing Kangxi. Seu povo foi então organizado em duas bandeiras Oolod e reassentado no que hoje é a província de Bayankhongor, na Mongólia. Em 1731, quinhentas famílias fugiram de volta para o território zungar enquanto os restantes Olots foram deportados para Hulunbuir. Depois de 1761, alguns deles foram reassentados na província de Arkhangai.
Os zungares que viviam em uma área que se estendia do extremo oeste da Grande Muralha da China até o atual leste do Cazaquistão e do atual norte do Quirguistão até o sul da Sibéria (a maior parte da qual está localizada na atual Sinquião), eram o último império nômade a ameaçar a China, o que fizeram desde o início do século XVII até meados do XVIII.
Durante este tempo, os zungares foram os pioneiros na manifestação local de uma 'Revolução Militar' na Eurásia Central, após aperfeiçoarem um processo de fabricação de armas de pólvora criadas localmente. Criaram uma economia agropastoril mista, bem como indústrias mineiras e transformadoras complementares nas suas terras. Os zungares conseguiram promulgar um sistema de leis e políticas em todo o império para impulsionar o uso da língua oirate na região.
Após uma série de conflitos militares inconclusivos que começaram na década de 1680, os zungares foram subjugados pela Dinastia Qing liderada pelos Manchus (1644-1911) no final da década de 1750. Clarke argumentou que a campanha Qing em 1757-58 "equivaleu à destruição completa não apenas do Estado zungar, mas também dos zungares como povo".  Depois que o imperador Qianlong liderou as forças Qing à vitória sobre os mongóis zungares Oirates (ocidentais) em 1755, ele originalmente iria dividir o Canato Zungar em quatro tribos lideradas por quatro Khans.
A tribo Khoit teria o líder zungar Amursana como seu Khan. Amursana rejeitou o acordo Qing e se rebelou porque queria ser líder de uma nação zungar unida. Qianlong então emitiu suas ordens para o genocídio e erradicação de toda a nação e nome zungar. Os vassalos Qing Manchu e os mongóis Calca (orientais) escravizaram mulheres e crianças zungares enquanto matavam os outros zungares.
Em 1755, o Imperador Qianlong ordenou o genocídio dos zungares, transferindo o povo zungar restante para o continente e ordenando aos generais que matassem todos os homens em Barkol ou Suzhou, e dividiu as suas esposas e filhos às forças Qing, que eram formadas por Oito Estandartes Manchu e Mongóis Calcas. O estudioso Qing, Wei Yuan, estimou a população total de zungares antes do outono em 600.000 pessoas, ou 200.000 famílias. O oficial Oirat Saaral traiu e lutou contra os Oirats. Em um relato amplamente citado da guerra, Wei Yuan escreveu que cerca de 40% das famílias zungares foram mortas pela varíola, 20% fugiram para a Rússia ou tribos cazaques e 30% foram mortos pela Exército Qing de Bannermen Manchu e calcas, não deixando yurts em uma área de vários milhares de li, exceto aqueles dos rendidos.

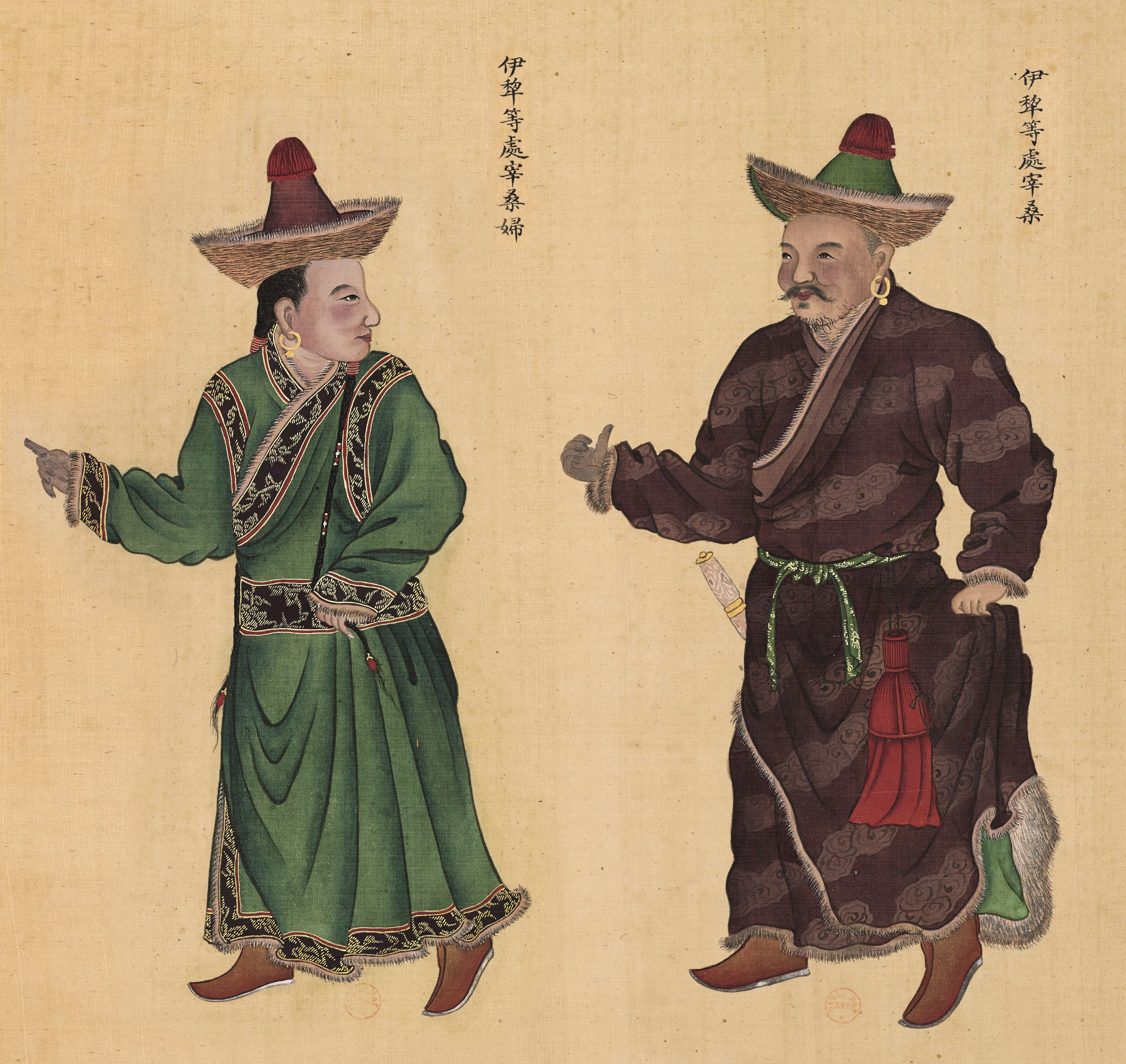
Líder tribal mongol (Zaisang, 宰桑) de Ili e outras regiões, com sua esposa. Huang Qing Zhigong Tu, 1769

Durante esta guerra, os cazaques atacaram os dispersos Oirates e Altaicos. Com base neste relato, Wen-Djang Chu escreveu que 80% dos 600.000 ou mais zungares, especialmente Choros, Olots, Khoid, Baatud e Zakhchin, foram destruídos por doenças e ataques que Michael Clarke descreveu como "a destruição completa de não apenas do Estado zungar, mas dos Zungares como povo." O historiador Peter Perdue atribuiu a devastação dos zungares a uma política explícita de extermínio lançada por Qianlong, mas também observou sinais de uma política mais branda após meados de 1757.
Mark Levene, um historiador cujos interesses de pesquisa recentes se concentram no genocídio, afirmou que o extermínio dos zungares foi "indiscutivelmente o genocídio do século XVIII por excelência". O genocídio zungar foi completado por uma combinação de uma epidemia de varíola e o massacre direto de zungares pelas forças Qing formadas por Oito Estandartes Manchu e (Calca) Mongóis.
Os rebeldes uigures anti-zungares dos oásis de Turpã e Hami se submeteram ao governo Qing como vassalos e solicitaram a ajuda de Qing para derrubar o governo zungar. Líderes uigures como Emin Coja receberam títulos dentro da nobreza Qing, e esses uigures ajudaram a abastecer as forças militares Qing durante a campanha antizungar. Os Qing empregaram Coja Emin em sua campanha contra os zungares e o usaram como intermediário com os muçulmanos da Bacia do Tarim para informá-los de que os Qing pretendiam apenas matar os zungares e que deixariam os muçulmanos em paz, e também para convencê-los a matar os próprios zungares e ficar do lado dos Qing, já que os Qing notaram o ressentimento dos muçulmanos com sua experiência anterior sob o governo zungar nas mãos de Tsewang Rabtan.
Somente gerações depois é que zungaria se recuperou da destruição e quase liquidação dos zungares após os assassinatos em massa de quase um milhão de zungares. O historiador Peter C. Perdue mostrou que a aniquilação dos zungares foi o resultado de uma política explícita de extermínio lançada por Qianlong, Perdue atribuiu a eliminação dos zungares a um "uso deliberado de massacre" e descreveu-a como um “genocídio étnico”.
A "solução final" de genocídio Qing para resolver o problema dos zungares tornou possível o assentamento patrocinado pelos Qing de milhões de chineses Han, Hui, pessoas do Oásis Turkestani (uigures) e Bannermen Manchu em Zungária, uma vez que a terra estava agora desprovida de zungares. A Zungária, que costumava ser habitada por zungares, é atualmente habitada por Cazaques. No norte de Xinjiang, os Qing trouxeram colonos Han, Hui, Uigures, Xibe e Cazaques depois de exterminarem os mongóis oirate zungar na região, com um terço da população total de Xinjiang consistindo de Hui e Han na área norte, enquanto cerca de dois terços eram uigures na Bacia do Tarim, no sul de Xinjiang. Na Zungária, os Qing estabeleceram novas cidades como Ürümqi (antiga Dihua de Qing, 迪化) e Yining. Foram os Qing que unificaram Xinjiang e mudaram a sua situação demográfica.
O despovoamento do norte de Xinjiang depois que os Oirats Budistas Vajrayana foram massacrados, levou ao assentamento Qing de Manchu, Sibo (Xibe), Daurs, Solons, Chineses Han, Muçulmanos Hui e Taranchis Muçulmanos Turcos no norte, com migrantes Chineses Han e Hui fazendo o maior número de colonos. Uma vez que foi o esmagamento dos Öölöd (zungares) budistas pelos Qing que levou à promoção do Islão e ao empoderamento dos Begs muçulmanos no sul de Xinjiang, e à migração dos Taranchis muçulmanos para o norte de Xinjiang, foi proposto por Henry Schwarz que "o A vitória Qing foi, num certo sentido, uma vitória para o Islão”. Xinjiang como uma identidade geográfica unificada e definida foi criada e desenvolvida pelos Qing. Foram os Qing que levaram ao aumento do poder muçulmano turco na região, uma vez que o poder mongol foi esmagado pelos Qing, enquanto a cultura e a identidade muçulmana turca foram toleradas ou mesmo promovidas pelos Qing.

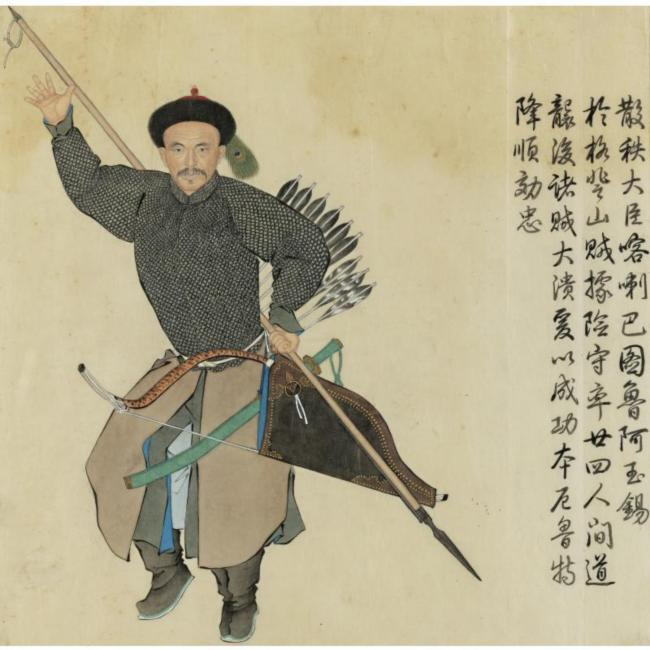
Ayusi, um oficial zungar da Dinastia Qing

Qianlong comemorou explicitamente a conquista Qing dos zungares como tendo adicionado um novo território em Xinjiang à "China", definindo a China como um estado multiétnico, rejeitando a ideia de que a China significava apenas áreas Han na "China propriamente dita", o que significa que de acordo com o Qing, tanto os povos Han quanto os não-Han faziam parte da "China", que incluía Xinjiang, que os Qing conquistaram dos zungares. Depois que os Qing terminaram a conquista de Zungária em 1759, eles proclamaram que a nova terra que anteriormente pertencia aos zungares, foi agora absorvida pela "China" (Dulimbai Gurun) em um memorial em língua manchu.
Os Qing expuseram sua ideologia de que estavam reunindo os chineses "externos" não-Han, como os Mongóis Interiores, Mongóis Orientais, Mongóis Oirat e Tibetanos, juntamente com os Chineses Han "internos", em "uma família" unida na dinastia Qing. estado, mostrando que os diversos súditos Qing faziam todos parte de uma família, os Qing usaram a frase "Zhong Wai Yi Jia" 中外一家 ou "Nei Wai Yi Jia" 內外一家 ("interior e exterior como uma família"), transmitir esta ideia de “unificação” dos diferentes povos. No relato em língua manchu do oficial Manchu Tulišen sobre seu encontro com o líder Torghut Ayuka Khan, foi mencionado que, embora os Torghuts fossem diferentes dos russos, o "povo do Reino Central" (dulimba-i gurun 中國, Zhongguo) era como os mongóis Torghut, e o "povo do Reino Central" referia-se aos Manchus.
Os Hulun Buir Oolods formaram uma bandeira administrativa ao longo dos rios Imin e Shinekhen. Durante a dinastia Qing, um grupo deles reassentou-se na cidade de Yakeshi. Em 1764, muitos Oolods migraram para a província de Khovd, na Mongólia, e forneceram serviços de corvéia para a guarnição Khovd dos Qing. Seu número chegou a 9.100 em 1989. Uma unidade administrativa unida foi exigida por eles.

Os zungares restantes em Xinjiang também foram renomeados como Oolods. Eles dominaram 30 das 148 somas mongóis durante a era da dinastia Qing. Eles eram 25.000 em 1999.

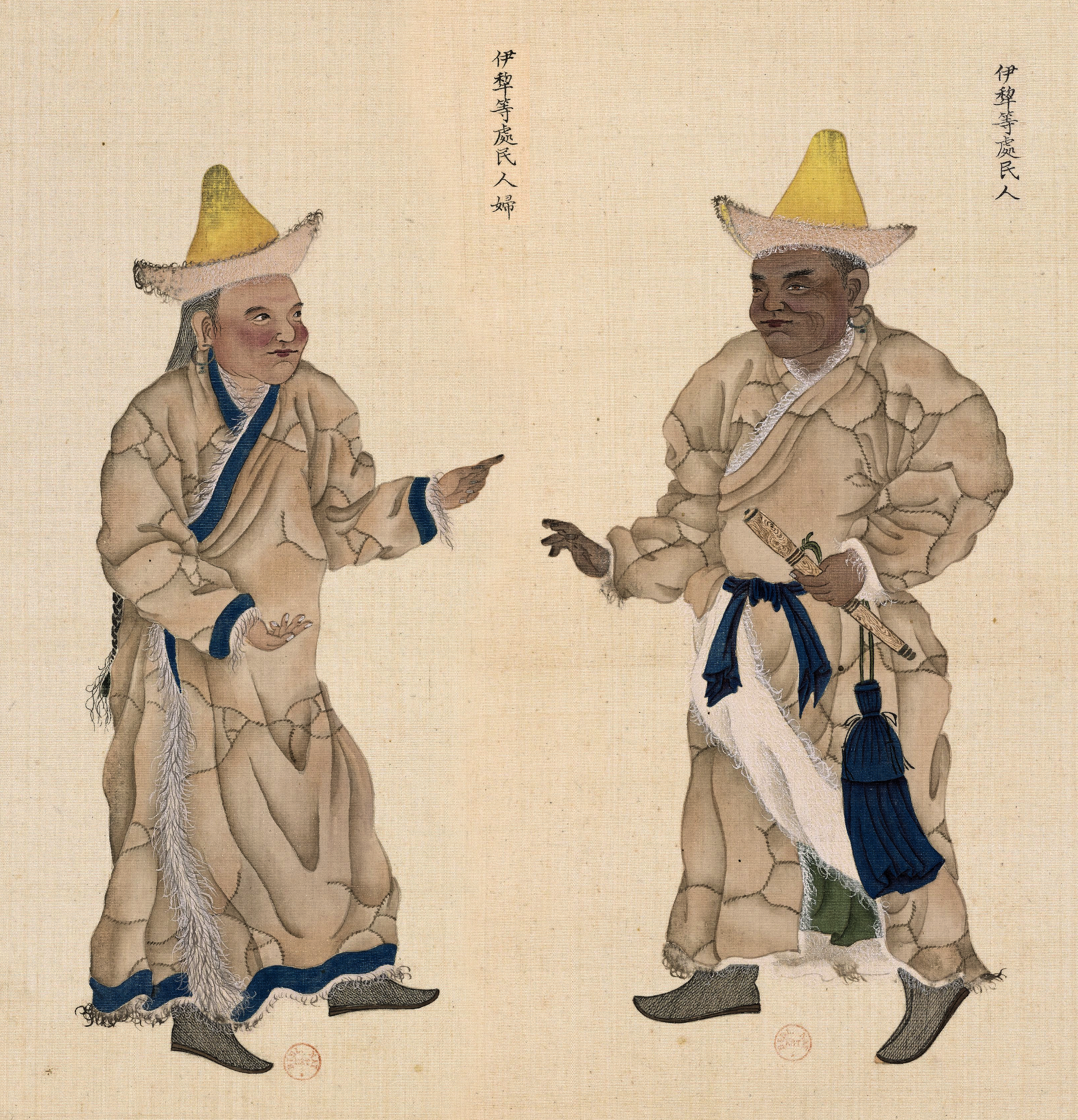
Um plebeu de Ili e de outras regiões, com sua esposa. Huang Qing Zhigong Tu, 1769
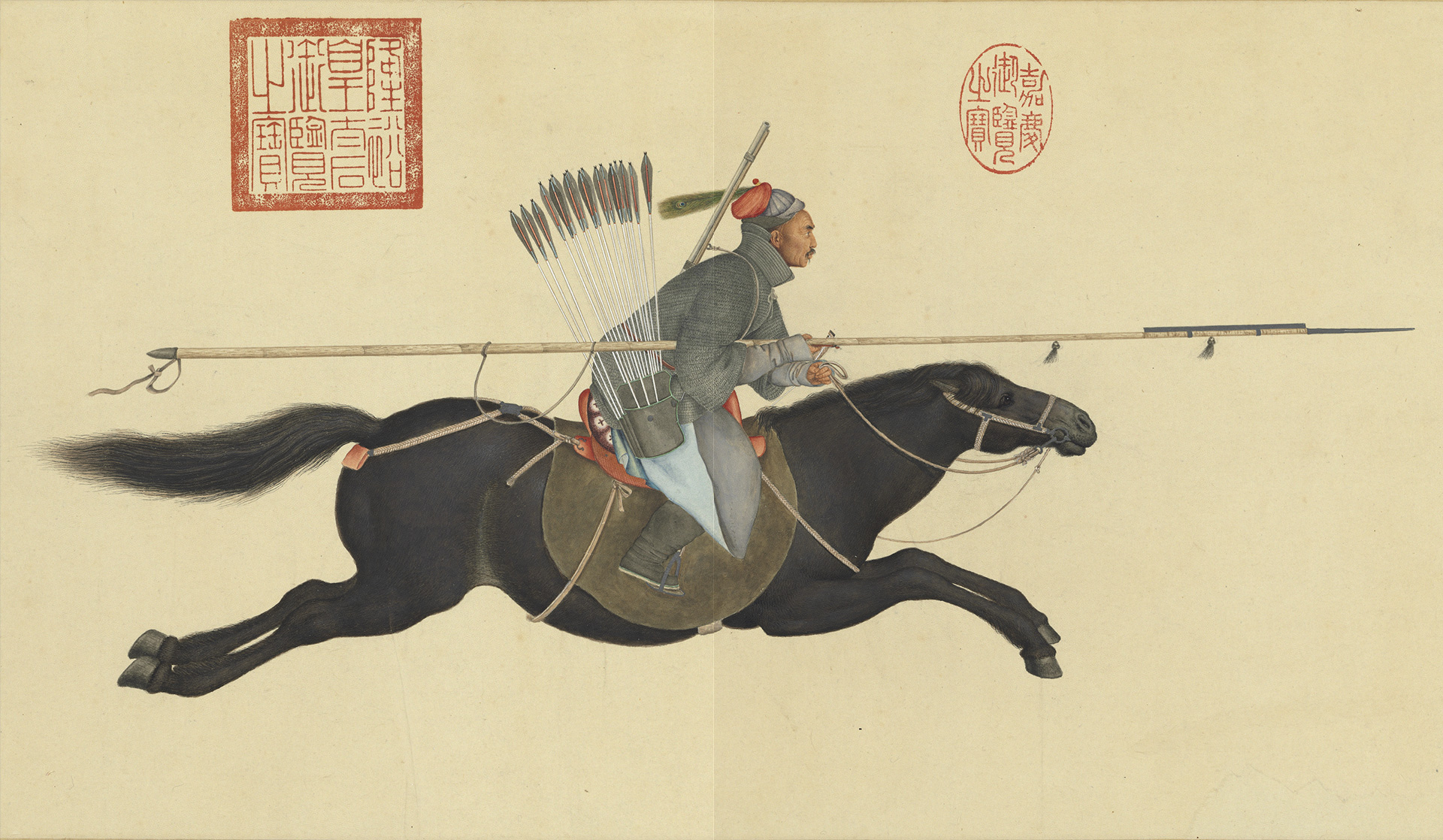
Ayusi andando a cavalo